# Frans Kaisiepo Airport

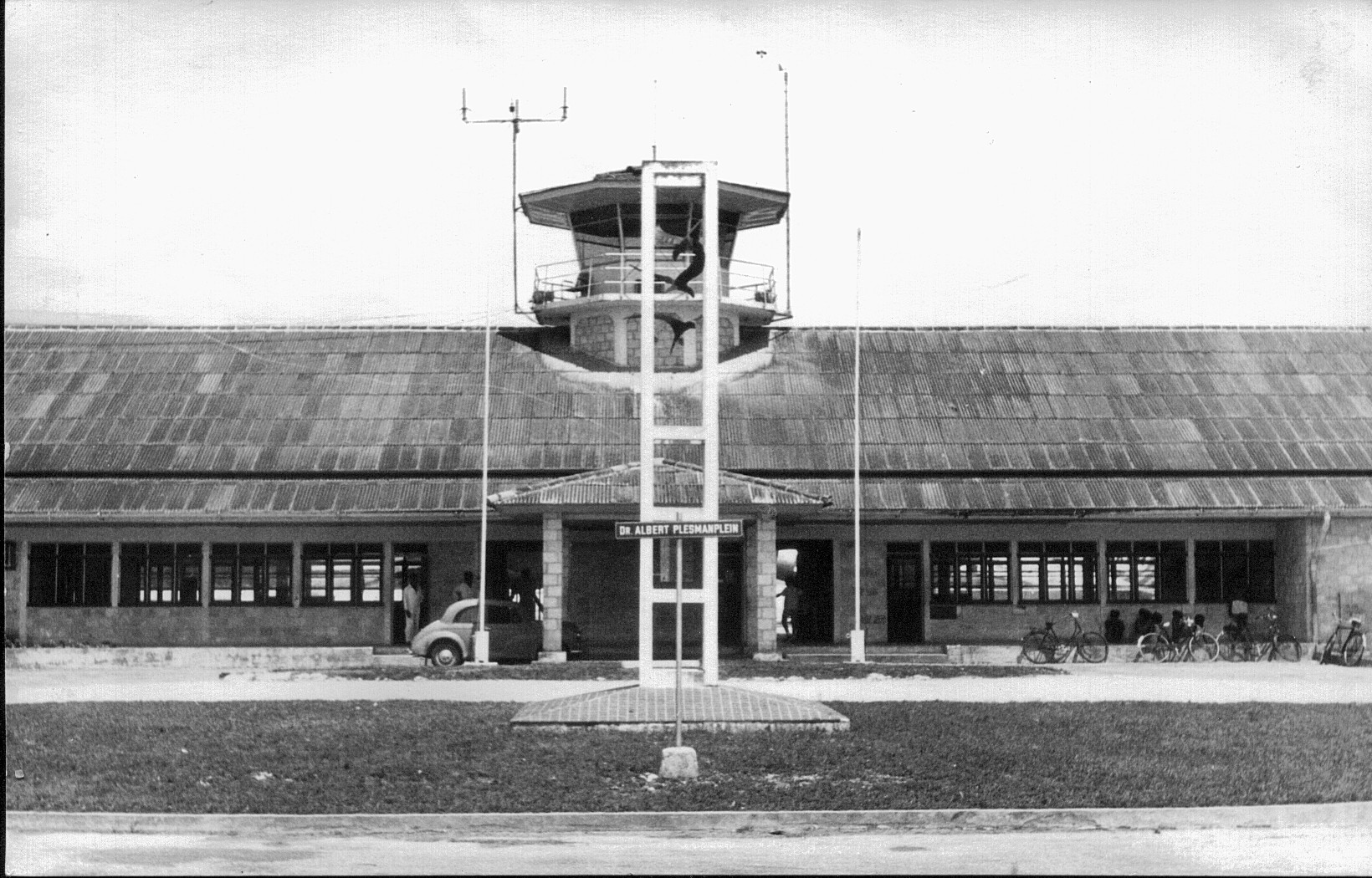
Mokmer Airport in 1961.

Frans Kaisiepo Airport, ook wel bekend als Mokmer Airport is een vliegveld in Biak, Papoea, Indonesië. Het is vernoemd naar Frans Kaisiepo, de vierde gouverneur van Papoea.

## Geschiedenis
Mokmer was onderdeel van een serie vliegvelden op het eiland Biak gebouwd door Japan. Van de drie (Mokmer, Borokoe en Sorido) werd Mokmer de basis van de Amerikaanse luchtmacht, nadat de Verenigde Staten het in juni 1944 na hevige gevechten in handen kregen. Vandaag de dag is alleen Mokmer nog in gebruik als vliegveld.
Op 16 juli 1957 verongelukte vlucht 844 van de Koninklijke Luchtvaart Maatschappij kort na vertrek van het vliegveld. 58 van de 68 mensen aan boord kwamen daarbij om het leven.